# Буїди
Буїди , Бувейхіди — династія шиїтських правителів, що були главами держави в Західній Персії і в Іраку (903—1055). Засновник династії Алі ібн-Бувейх висунувся як ватажок збройних загонів горців Гіляна (Півн.-Зах. Персія). Алі і його два брати здійснили значні територіальні захоплення в Західній Персії. 945 року Ахмед, брат Алі, захопив Багдад, після чого Буїди встановили свій контроль над Аббасидським халіфатом. Буїди — перші правителі, які привласнили стародавній перський титул «цар царів» (шаханшах).

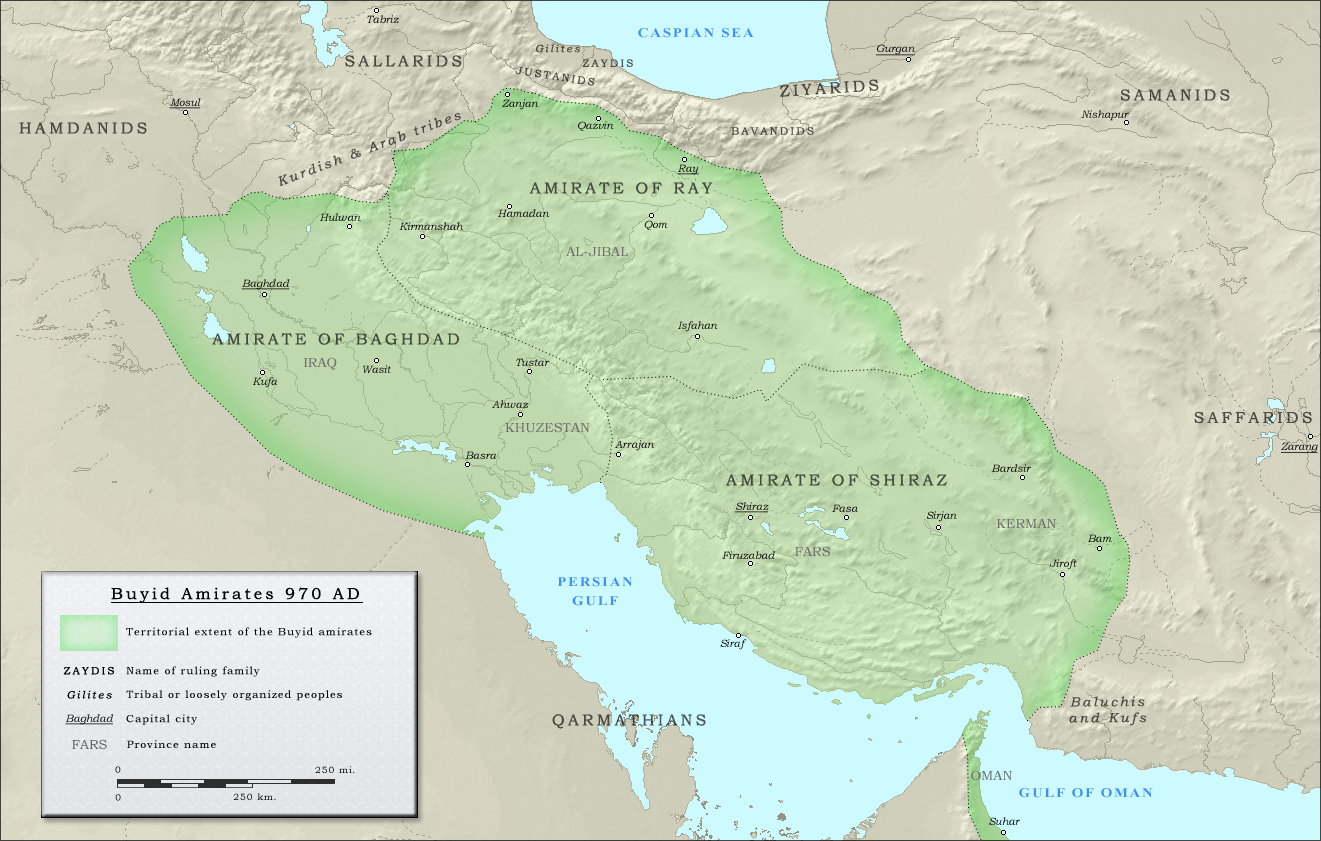
Держава буїдів на 970 рік

У доісламську епоху Буїди обслуговували сасанідських послів і купців. В халіфаті спадково займали пост амір ал-Умара — верховного головнокомандувача і командувача гвардією гулямів, фактично військового диктатора.
З 934 по 1028 роки Буїди володіли областю Фарс на південному заході Ірану; з 932 по 1028 вони управляли Джибалом, який періодично ділився на уділи Рей і Ісфахан; з 936 по 1048 — Керманом. З 945 по 1055 Буіди управляли Багдадом і значною частиною території сучасного Іраку.
За правління еміра на ім'я Адуд ад-Даула Фенна Хосров (978—983) владу Буїдів визнали Ірак, Західний Іран і вся Аравія. За його наказом по всій Месопотамії відбудували й розширили за рахунок державних коштів
іригаційну систему, у Багдаді було споруджено пишний Дар аль-ільм — «Будинок науки». Була зафіксована чітка норма податків із селян. Розквітнув Шираз, у якому Адуд ад-Даула розташував свою столицю. За його правління тут було завершено спорудження пишного шахського палацу на 360 кімнат. В бібліотеці палацу було понад 10 000 манускриптів.
У другій половині XI століття Буїди занепали в результаті нашестя Сельджуків та їхніх союзників.